# Müller (entreprise)
Pour les articles homonymes, voir Müller.

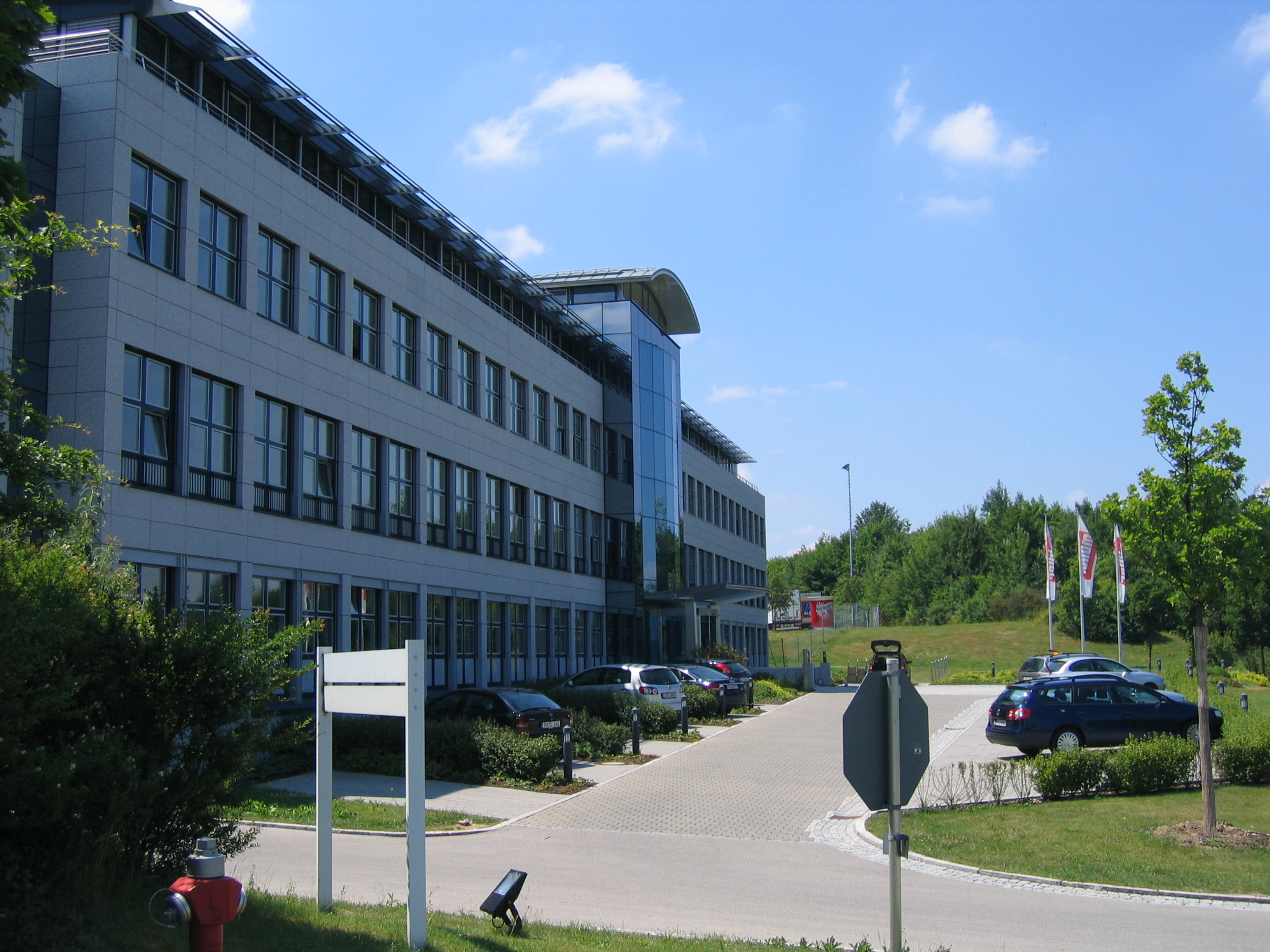
Le siège de l'entreprise à Fischach

Müller est une entreprise laitière en Allemagne. 